# Никол, Дэвидсон
Дэвидсон Сильвестр Гектор Уиллоуби Никол (Дейвидсон Николь, англ. Davidson Sylvester Hector Willoughby Nicol; 14 сентября 1924 — 20 сентября 1994), также известный под псевдонимом Абиосе Никол (Abioseh Nicol) — креольский врач, учёный, дипломат и писатель-прозаик из Сьерра-Леоне. Смог получить учёные степени в области искусства, научных и коммерческих дисциплин, а также внёс собственный вклад в историю, литературу и науку, особенно в исследования диабета (благодаря своим открытиям, проведённым при анализе распада инсулина в организме человека). Никол первым из африканцев окончил с отличием Кембриджский университет и был избран там фелло.

## Ранние годы
Дэвидсон Сильвестр Гектор Уиллоуби Никол родился 14 сентября 1924 года в семье Джонатана Джозибии Никола и Уинифред Клариссы Регины Уиллоуби в Батерсте (Сьерра-Леоне). Он учился в школе принца Уэльского во Фритауне, столице Сьерра-Леоне, и затем по стипендии в Колледже Христа Кембриджского университета в Великобритании, получив степень бакалавра естественных наук в 1947 году. Он был первым чернокожим африканцем, получившим там высшее образование с отличием. Затем также защитил медицинскую степень в Медицинском колледже Лондонской больницы. 11 августа 1950 года он женился на Марджори Джонстон с Тринидада. У них было пятеро детей.

## Академическая и университетская работа

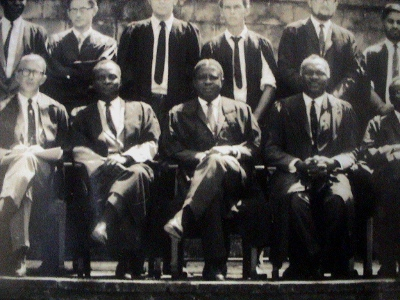
Дэвидсон Никол, колледж Фура Бэй (крайний справа)

В начале 1950-х годов он преподавал в медицинской школе Университета Ибадана, исследуя недоедание, а затем вернулся в Кембридж в 1954 году. В 1957 году он стал первым чернокожим африканским членом Колледжа Христа и приступил к исследованиям инсулина под руководством знаменитого учёного Фредерика Сэнгера. В 1960 году он опубликует две работы на эту тему: «Механизм действия инсулина» и «Структура человеческого инсулина». Но прежде он вернулся в 1958 году во Фритаун работать патологом.
Начиная с 1960 года, Никол восемь лет был первым директором колледжа Фура Бэй во Фритауне из коренных народов. В этом качестве он руководил масштабной программой расширения заведения. Никол также был членом Комиссии по государственной службе до 1968 года. Он продолжил свою административную карьеру на университетском уровне в Сьерра-Леоне в качестве сначала председателя (1964—1968), а затем вице-канцлера Университета Сьерра-Леоне (1966—1968). В 1964 году он получил Орден Святых Михаила и Георгия.

## Дипломатия
В 1968 году Никол из академических кругов перешёл в дипломатические, став постоянным представителем Сьерра-Леоне при Организации Объединенных Наций до 1971 года. В сентябре 1970 года председательствовал в Совете Безопасности ООН. Затем Никол стал послом (Верховным комиссаром) в Соединённом Королевстве, а в 1972—1982 годах — заместителем генерального секретаря ООН Курта Вальдхайма. Параллельно Никол возглавлял Учебный и научно-исследовательский институт ООН (ЮНИТАР). Одно время он также был послом Сьерра-Леоне в Норвегии, Швеции и Дании. Он был президентом Всемирной федерации ассоциаций ООН с 1983 по 1987 год.

## Возвращение в академию и выход на пенсию
В течение многих лет он содержал дом на Торнтон-Роуд (Кембридж, Англия), часто посещая альма-матер и одновременно работая приглашённым профессором международных отношений в Калифорнийском университете (1987—1988) и Университете Южной Каролины (1990—1991). Никол вышел на пенсию в 1991 году в возрасте 67 лет и переехал в Кембридж, где и умер три года спустя, 20 сентября 1994 года.

## Литературное творчество
В 1964 году вышла книга его лекций «Африка: субъективный взгляд» (Africa, A Subjective View). В 1965 году он опубликовал два сборника рассказов: «Две африканские истории: Охота на леопарда и Дьявол на мосту Йолехан» (Two African Tales) и «Правдивая замужняя женщина и другие рассказы» (The Truly Married Woman, and Other Stories). Также писал музыку, стихи, научные работы и биографию Африкануса Хортона, одного из первых сьерра-леонских авторов и антиколониальных деятелей. Его последней опубликованная работой были «Творческие женщины» (Creative Women) в 1982 году.

## Избранная библиография
- Africa, A Subjective View, 1964
- Two African Tales, 1965
- The Truly Married Woman, and Other Stories, 1965
- Creative Women, 1982

### В русском переводе
- Абиосе Никол. Дьявол на мосту Йолэхан: рассказы: Пер. с англ. — М.: Правда, 1970. — 45 с. — (Б-ка «Огонек» ; № 24).
- Дьявол на мосту Йолэхан / Пер. с англ. В. Коткина // Богатство отверженных. Сборник произведений писателей Африки — Алма-Ата: Жазушы, 1983. — С. 283—310.
- Всего превыше / Пер. с англ. В. Рамзеса // Чики и река: Повести и рассказы африканских писателей. — М.: Дет. лит., 1981. — С. 228—237.